# Frikadellely
Frikadellely er en lille sidegade til Tagensvej på det Ydre Nørrebro i Mimersgadekvarteret. 
Gaden består blot af Tagensvej 83 og 85, som er Holger Petersens Tekstilfabriks gamle arbejderboliger. Boligerne består af to lange lave karréer og bygningerne blev fredet 1990. I dag ligger Nordisk Film bl.a. i nogle af bygningerne, og der er stadig beboelse i mange af dem.
Frikadellely er ikke det officielle navn.
”Til fabrikken [Holger Petersens] opføres i 1885 en række arbejderboliger, og der opstår dermed et lille fabrikssamfund – en såkaldt familistére efter det idealistiske forbillede, som den engelske industriherre Robert Owen havde været fortaler for. Som noget særligt er der i stueetagen en sal, hvor arbejderne kan samles. Der er også et lille bibliotek, hvor aviser og bøger frit kan lånes, her afholdes fester, og her spiser de ugifte arbejdere. Udover boliger er der desuden tilknyttet småhaver og et marketenderi. 
I dag er det gamle, uofficielle, gadeskilt ”Frikadellely” blevet genopsat af de nuværende beboere. Navnet knytter sig efter sigende til arbejderne der boede i boligerne. De blev af fabrikkens funktionærer, der boede i naboejendommen, kaldt for ”frikadellerne” – en mindre nedsættende betegnelse, givet på grund af arbejdernes måske mindre fornemme spisevaner.”